# Valga kontrakt
Valga kontrakt (estniska: Valga praostkond) är ett kontrakt inom den Estniska evangelisk-lutherska kyrkan.

## Församlingar
- Elva församling
- Hargla församling
- Karula församling
- Laatre församling
- Nõo församling
- Otepää församling
- Puhja församling
- Rannu församling
- Rõngu församling
- Sangaste församling
- Valga församling